# Philippe Paradis (musicien)
Pour les articles homonymes, voir Philippe Paradis et Paradis (homonymie).
Philippe Paradis est un guitariste, compositeur et producteur français né le 12 janvier 1974 à Monaco.

## Biographie
Philippe Paradis entre à huit ans à l’Académie Rainier III de Monaco, où il étudie le solfège et le piano. Il réalise ses premiers accords de guitare sur l'instrument de son oncle. À 15 ans fait sa première scène à l’Edison High School (New Jersey)lors d'un programme d'échange scolaire en 1990[réf. souhaitée].

### Débuts (1991-1994)
Il fait ses débuts en concert à Nice où il rencontre Pascal Mono, et forment le groupe Moulin rouge avec Patrick Cassotti, Jean-Marie Harter et Frédéric Alavéna. Ils débutent dans les bars niçois. Pascal Mono et Philippe Paradis s'installent à Paris en 1994[réf. souhaitée].

### Années rock (1994-2000)
À son arrivée en 1994, il collabore avec Pascal Mulot, puis Norbert Krief et Stevie Himburg[réf. souhaitée].
Entraîné par Pascal Mulot, Philippe Paradis participe au Festival international de guitare de Cannes, où il accompagne Simon Philips et Steve Lukather[réf. souhaitée]. L’année suivante, il s'y produit avec Sébastien Chouard et Christian Namour[réf. souhaitée].
Puis il enregistre un titre original avec le groupe électro What’s, intitulé What’s paradize, intégré dans une compilation de 13bis Record[réf. souhaitée].
Il enregistre des vidéos pédagogiques pour les éditions Connections (1995) puis les éditions Fabbri (1997).

### Premières réalisations pour Daran, Christophe, Hubert-Félix Thiéfaine (2000-2005)
Pour Daran, il co-compose Les morts le savent sur l’album Déménagé (2000),, enregistré au studio Morin-Heights au Québec, avec Yarol Poupaud à la co-réalisation, et Erik Fostinelli à la basse. Pour le second album, Philippe Paradis co-réalise avec Erik Fostinelli Augustin et Anita (2003), enregistré dans un ancien cinéma dans les conditions du live par Steve Forward.
Philippe Paradis fait alors une tournée de sept ans avec Daran en France, en Belgique, en Suisse, au Canada et en Allemagne en première partie de Willy Deville.
En 2001, il collabore avec Christophe pour Comm'si la terre penchait. Philippe Paradis réalise l'album et signe le titre Voir. L'album est nommé aux Victoires de la musique 2002 dans la catégorie album de variétés/pop.
Philippe Paradis s’engage pour un an sur la tournée Défloration 13 (2001-2002) d'Hubert-Félix Thiéfaine, puis réalise pour lui Scandale mélancolique (2005), disque d’or dans la foulée enregistré aux Studios Ferber. Il y compose cinq titres, dont Libido moriendi. Scandale mélancolique est nommé aux Victoires de la musique en 2006 dans la catégorie album pop/rock.

### Années Zazie (2003-2015)

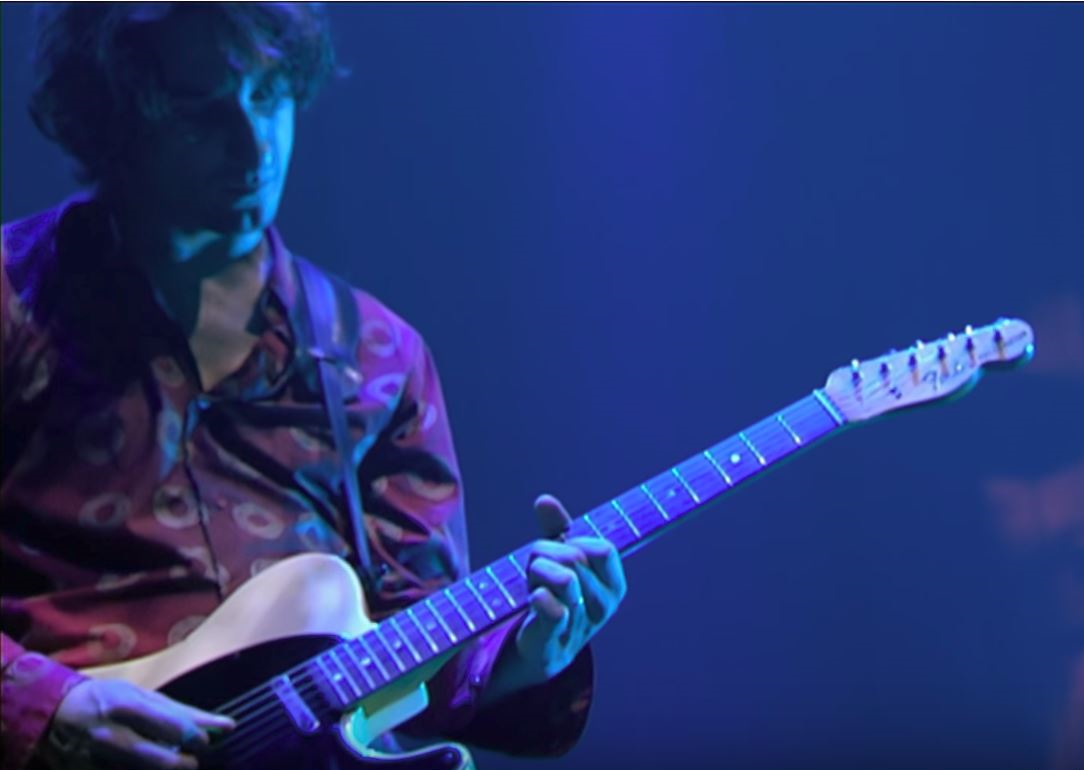
Philippe Paradis sur la scène du Forest National (Bruxelles), Rodéo Tour 2006.

Il collabore pour la première fois avec Zazie en 2003, sur la tournée de La Zizanie. La tournée commence par Zazie squatte le Bataclan puis part dans toute la France.
Il co-compose et co-réalise les albums, Rodéo (2004) puis Totem (2007).
Avec Zazie et Jean Pierre Pilot, il réalise aussi en 2003 La Vie en rose, générique du film Jeu d'enfant.
Philippe Paradis et Zazie co-réalisent Za7ie, un album concept de 49 chansons originales, puis s’ensuit une longue tournée en France en 2011 et 2012.
Puis Philippe Paradis participe à l’album Cyclo (2013) réalisé par Olivier Coursier sur lequel il enregistre toutes les voix de Zazie et les guitares. L'album est disque d'or. Puis il participe à la tournée de 18 dates Cyclo tour.
Philippe Paradis et Zazie invitent ensuite Edith Fambuena sur la co-réalisation et la co-écriture de l’album Encore heureux (2016). L'album est certifié disque d'or,. Philippe Paradis et Zazie se séparent pendant l'enregistrement de l'album.

### Projets parallèles (2001-2023)
Parallèlement, Philippe Paradis travaille avec Axel Bauer, sur Laisse venir (2001) et il participe à la composition et l’enregistrement de la bande originale de Blanche de Berni Bonvoisin.
En 2002, pour le sixième album de Deep Forest, il enregistre les guitares de Music Detected.
Toujours en 2002, il enregistre les guitares sur le générique L'histoire d'une fée, c'est… de Mylène Farmer pour la série télévisée Les Razmoket. Puis en 2005 sur Avant que l’ombre….
En 2006, fait les guitares de Moi, Lolita pour Julien Doré puis co-signe et réalise le titre Bombe anatomique  de Christophe Willem. Il fait également les guitares pour l'album éponyme d'Adrienne Pauly et réalise Gentleman cambrioleur (2009) pour Garou.
Il a également réalisé Première Phalange de Luce (2011), Archimède (2010) et Trafalgar (2012) d'Archimède et participe à l'album Noir Fluo de Leeroy (2016).
Il co-réalise avec Dominique Blanc Francard l’album Ce soir c’est moi qui fais la fille (2007) de Vincent Baguian.
Il est guitariste sur la tournée Chapitre 7 de MC Solaar (2007).
Sous le pseudo My Brother Is A Dentist (MBAD) Philippe Paradis signe aussi les remix de Zazie 20 ans (2013), May Day Closer (2013) ou Ornette Go Ahead (2014).
En 2014, il est sur scène à la guitare avec Etienne Daho à l’occasion d’un concert carte blanche exceptionnel Tombés pour la France au festival Days Off.
Puis en 2015 il co-compose les titres Rise et Goodbye de Martin Stahl.
En 2019 il réalise "Des ruines et des poèmes" de Louis Arlette.
En 2023 il réalise le premier album de Francoeur.

## Réalisations et participations

### Albums
- 1997 : Déménagé de Daran : co-composition, guitares
- 2001 : Comm’si la terre penchait de Christophe : compositeur, réalisation, guitares
- 2002 : Music Detected de Deep Forest : guitares
- 2003 : Augustin et Anita de Daran : arrangements, guitares
- 2003 : Ze live !! de Zazie : guitares
- 2004 : Rodéo de Zazie : co-composition, co-réalisation, guitares
- 2005 : Avant que l’ombre… de Mylène Farmer : guitares
- 2006 : Adrienne Paully d'Adrienne Paully : guitares
- 2006 : Gentleman cambrioleur de Garou : réalisation, guitares
- 2006 : Noir Fluo de Leeroy (Sayan Suppa Crew) : arrangements, guitares et claviers
- 2006 : Première Phalange de Luce : co-réalisation, guitares
- 2006 : Rodéo Tour de Zazie : co-composition, co-réalisation, guitares
- 2007 : Ce soir c’est moi qui fais la fille de Vincent Baguian : co-réalisation, arrangement, guitares
- 2007 : Totem de Zazie : co-composition, co-réalisation, guitares
- 2010 : Archimède d'Archimède : réalisation, guitares
- 2010 : Za7ie de Zazie : co-composition, co-réalisation, guitares
- 2012 : Trafalgar d'Archimède : réalisation, guitares
- 2013 : Cyclo de Zazie : guitares
- 2015 : Encore heureux de Zazie : co-composition, co-réalisation, guitares
- 2016 : Noir Fluo de Leeroy : guitares, programmations et claviers
- 2019 : Des ruines et des poèmes : de Louis Arlette : réalisation
- 2019 : Sursis"" : de Lexa Large : composition, arrangements, réalisation, mixage

### Singles
- 2000 : Les morts le savent de Daran : co-composition, guitares
- 2001 : Laisse venir d'Axel Bauer : guitares
- 2001 : Un homme anonyme de Patrice : guitares
- 2002 : Danse avec les loops de Zazie : guitares
- 2002 : L’histoire d’une fée c’est… de Mylène Farmer : guitares
- 2004 : J'ai donné mon âme à un clown de Hubert Felix Thiéfaine : réalisation
- 2006 : Rodéo de Zazie : réalisation,composition
- 2006 : Moi, Lolita de Julien Doré : guitares
- 2008 : Je suis un homme de Zazie : réalisation, composition
- 2011 : Etre et Avoir de Zazie : réalisation, composition
- 2013 : 20 ans de Zazie : remix
- 2016 : Dessine moi de Francoeur : réalisation
- 2022 : L'enfant bleu de Brasier : composition

### Titres
- 1995 : What’s paradize de What’s : composition, guitares
- 2005 : Scandale mélancolique d'Hubert-Félix Thiéfaine : co-composition de 5 titres, arrangements, réalisation
- 2006 : Bombe anatomique de Christophe Willem : composition, réalisation, guitares, claviers, programmations
- 2014 : La Règle du je, Lov ni et La vie est belle de Christophe Willem : co-composition
- 2016 : Bloody Biladi de LéYn : réalisation
- 2018 : Le Duel : de Greg Zlap et Will Barber : réalisation, mixage
- 2016 : BELMER : de Bassner : composition, réalisation
- 2017 : To the north : de Bassner : composition, réalisation, mixage
- 2021 : Je suis un homme : de Francoeur (Cover) : réalisation, mixage
- 2021 : Touch too much : de Francoeur (Cover) : réalisation, mixage
- 2021 : Live is Life : de Francoeur (Cover) : réalisation, mixage
- 2021 : Princess Mononoké thème : de Francoeur (Cover) : réalisation, mixage
- 2022 : I see fire : de Francoeur (Cover) : réalisation, mixage

### EP
- 2013 : La Langue de la bestiole de Papillon Paravel : réalisation
- 2015 : Rise et Goodbye de Martin Stahl : composition, réalisation, guitares
- 2016 : Bahla de Bahla : réalisation
- 2017 : Blue de Greg Zlap : réalisation, guitares, mixage
- 2019 : D'où vient le nord : de Francoeur : réalisation, programmations, mixage

### Remix
- 2013 : Closer de May Day
- 2013 : Zazie 20 ans de Zazie
- 2014 : Go Ahead d'Ornette

### Musiques de film
- 1999 : BO du court métrage Les Pierres qui tombent du ciel d'Isabelle Ponnet : composition
- 1999 : BO du court métrage A vot'service d'Eric Bartonio : composition
- 2002 : BO du film Blanche de Berni Bonvoisin : co-composition, guitares
- 2002 : BO du film Jet Set 2, thème de la bague : composition, guitares
- 2003 : La Vie en rose (2003), générique de Jeu d'Enfant : co-réalisation, guitares
- 2008 BO du court métrage Adam + Eve de Stéphane Lionardo : composition, co-production

## Tournées
- 1995 : Touch de Touch (Norbert Krief et Stevie Himburg)
- 1994-1996 : Huit Barré de Daran
- 1997-1998 : Déménagé de Daran
- 1999-2001 : Augustin et Anita de Daran
- 2003 : la Zizanie de Zazie
- 2004 : Rodéo Tour de Zazie
- 2004 : Défloraison 13 d'Hubert-Félix Thiéfaine
- 2005 : Scandale mélancolique d'Hubert-Félix Thiéfaine
- 2007 : Totem tour de Zazie
- 2011-2012 : Za7ie tour de Zazie
- 2013 : Chapitre 7 de Mc Solaar
- 2013 : Cyclo tour de Zazie